# 하이젠RNM
하이젠RNM 주식회사는 대한민국의 액츄에이터 기업이다.

## 역사
1963년 LG전자의 모터 사업으로 출범하였으며 2007년 설립 이후 2008년 오티스엘리베이터의 산업용 모터 사업부문을 인수하면서 사업을 확장하기 시작하였다.

### 내용주
1. ↑  한국투자증권을 주관사로 공모가 7,000원에 상장